# Nínox cridaner
El nínox cridaner (Ninox connivens) és una espècie d'ocell de la família dels estrígids (Strigidae). Habita boscos i sabanes a les Moluques, Nova Guinea i Austràlia. El seu estat de conservació es considera de risc mínim.